# Rana florensis
Rana florensis là một loài ếch trong họ Ranidae. Nó là loài đặc hữu của Indonesia.
Các môi trường sống tự nhiên của chúng là các khu rừng khô nhiệt đới hoặc cận nhiệt đới, xavan ẩm, đồng cỏ nhiệt đới hoặc cận nhiệt đới vùng ngập nước hoặc lụt theo mùa, sông, sông có nước theo mùa, và đầm nước.